# Tapiraí (São Paulo)
Tapiraí is een gemeente in de Braziliaanse deelstaat São Paulo. De gemeente telt 7.991 inwoners (schatting 2009).

## Aangrenzende gemeenten
De gemeente grenst aan Ibiúna, Juquiá, Miracatu, Piedade, Pilar do Sul, São Miguel Arcanjo en Sete Barras.

## Verkeer en vervoer
De plaats ligt aan de weg BR-478/SP-079.